# Pabellón Insular Santiago Martín
Il Pabellón Insular Santiago Martín è un'arena multifunzionale, situata a San Cristóbal de La Laguna, sull'isola di Tenerife. Ospita principalmente partite di pallacanestro, essendo il palazzetto dell'Iberostar Tenerife, squadra che milita nella Liga ACB.

## Struttura
Il Pabellón Insular Santiago Martín può ospitare fino a 5 100 persone durante le gare di pallacanestro, offrendo fino a 2000 metri quadrati di spazio calpestabile. L'arena resta aperta tutto l'anno, senza alcuna interruzione.
Il palazzetto offre anche altri servizi per uso atletico quali cinque grandi spogliatoio insieme a quattro spogliatoi doppi, oltre ad una palestra, un'infermeria, una sala video e salta stampa, così come una stanza per la riabilitazione degli atleti.

## Storia
L'arena è stata aperta al pubblico nel 1999 ed è di proprietà del Cabildo de Tenerife (l'organo di governo di Tenerife) e dell'Ayuntamiento de La Laguna (il consiglio comunale di La Laguna). Tramite un accordo con la Comisión de Gobierno de la Corporación Insular, la gestione del palazzetto è stata ceduta alla Gestión Insular para el Deporte, la Cultura y el Ocio.
L'arena ha ospitato le Final Four della Basketball Champions League del 2017, con l'Iberostar Tenerife come squadra ospitante, vincendo il titolo nel proprio palazzetto di casa. Il Santiago Martín ha ospitato anche le edizioni del 2017, e del 2020 della Coppa Intercontinentale.